# Туймазытехуглерод
«Туймазытехуглерод» — нефтехимическое предприятие в городе Туймазы, выпускающеетехнический углерод.

## Описание
Потребителями продукции предприятия являются более 40 предприятий России, Германии, Польши, Украины и Узбекистана.

## История
Основано в 1955; в 1957 введено в эксплуатацию как Туймазинский сажевый завод.
В 1971 завершена полная реконструкция производства, с 1974 — Туймазинский завод технического углерода.
С 1993 — ОАО «Туймазытехуглерод».
В 2005 на «Туймазытехуглерод» впервые в Башкортостане внедрена установка на основе обратноосмотических мембран для подготовки технологической воды.

## Собственники и руководство
На конец 2018, 94 % акций принадлежало А. М. Газизову. С 2020 генеральный директор Ф. Я. Тимербулатов.